# Storrington
Storrington is een plaatsje in het district Horsham in West Sussex in Engeland en een van de twee parishes in Storrington and Sullington. Storrington ligt aan de voet van de South Downs, 13 km ten norden van Worthing, en 69 km ten zuiden van Londen, en heeft ongeveer 4.600 inwoners.